# Paulo Restivo
Paulo Restivo (1658-c. 1741) fue un misionero y lingüista italiano, perteneciente a la Compañía de Jesús.

## Biografía
Nacido en la localidad italiana de Mazzarino en 1658, contribuyó a un Vocabulario español-guaraní, además de a otros textos sobre el guaraní como Breve noticia de la lengua guaraní (1718) o Arte de la lengua guaraní. Publicó alguna de sus obras bajo el anagrama «Blas Pretovio». Falleció en Candelaria en 1740 o 1741.